# Kerk van Bunde
De Kerk van Bunde is een kerkgebouw in het Duitse dorp Bunde, direct over de grens bij Nieuweschans. Het oudste deel van de kerk, het romaanse schip, stamt uit het begin van de dertiende eeuw. Aan het einde van die eeuw werd het koor en het transept toegevoegd in romanogotische stijl. De toren is in 1840 toegevoegd, maar past niet goed bij de middeleeuwse kerk.